# Oligosoma lichenigerum
Oligosoma lichenigerum — вид сцинкоподібних ящірок родини сцинкових (Scincidae). Ендемік Австралії.

## Поширення і екологія
Ophiomorus lichenigerum мешкають на островах Норфолк і Лорд-Гав у Тасмановому морі, а також на сусідніх острівцях. Вони живуть серед піщаних дюн, на порослих травою схилах т в чагарниках.

## Збереження
МСОП класифікує цей вид як вразливий. Oligosoma lichenigerum загрожує хижацтво з боку інтродукованих чорних пацюків.